# Райхенбах (Баумхольдер)
Райхенбах (нем. Reichenbach) — община в Германии, в земле Рейнланд-Пфальц.
Входит в состав района Биркенфельд. Подчиняется управлению Баумхольдер. Население составляет 621 человек (на 31 декабря 2010 года). Занимает площадь 11,13 км².